# هيلدا كيبيت
هيلدا كيبيت (بالهولندية: Hilda Kibet) هي عدائة مسافات طويلة هولندية كينية المولد ولدت في يوم 27 مارس 1981 في مدينة كيئو في كينيا، إختصت بسباقات ال10 ألف كلم، أبرز إنجازاتها هو فوزها بالميدالية البرونزية في بطولة أوروبا لألعاب القوى 2010 في برشلونة، شقيقتها سيلفيا جيبيووت كيبيت هي عداءة إلا أنها تمثل كينيا وإبنة أخيها لورنا كيبيت تمثل هولندا.

## روابط خارجية
- هيلدا كيبيت على موقع الاتحاد الدولي لألعاب القوى (الإنجليزية)
- هيلدا كيبيت على موقع اللجنة الأولمبية الدولية (الإنجليزية)
- هيلدا كيبيت على موقع أوليمبيديا (الإنجليزية)